# Boiska
Boiska – wieś  sołecka w Polsce położona w województwie mazowieckim, w powiecie lipskim, w gminie Solec nad Wisłą. Leży przy drodze wojewódzkiej nr .
| SIMC    | Nazwa     | Rodzaj    |
| ------- | --------- | --------- |
| 0637476 | Nad Wisłą | część wsi |
| 0637482 | Pod Lasem | część wsi |

Były wsią benedyktynów świętokrzyskich w województwie sandomierskim w ostatniej ćwierci XVI wieku.  W latach 1975–1998 miejscowość administracyjnie należała do województwa radomskiego.
Wierni kościoła rzymskokatolickiego należą do parafii Wniebowzięcia Najświętszej Maryi Panny w Solcu nad Wisłą.

## Historia
Historia wsi od roku 1380 do 1819 w osobnym artykule,
Wieś znana w roku 1380 jako Boiszka, 5 km na N od Solca nad Wisłą, na lewym brzegu Wisły; ok. 60 km na NE od klasztoru, 4 km na W od starożytnej posiadłości klasztornej Braciejowic.
Od roku 1459 własność klasztoru świętokrzyskiego. Przedtem szlachecka Jana z Boisk.